# Ziegenberg (Naturschutzgebiet, Borchen)
Das Naturschutzgebiet Ziegenberg liegt auf dem Gebiet der Gemeinde Borchen im Kreis Paderborn in Nordrhein-Westfalen. Es ist das einzige Naturschutzgebiet in dieser Gemeinde.
Das kleine Gebiet erstreckt sich südwestlich der Kernstadt Paderborn und nordwestlich des Kernortes Borchen. Am östlichen Rand des Gebietes verläuft die A 33, westlich die Landesstraße L 756 und nordöstlich die L 755. Die Lohne, ein rechter Zufluss der Alme, fließt durch den südwestlichen Bereich des Gebietes hindurch. Nördlich schließt sich direkt das etwa 81 ha große Naturschutzgebiet Ziegenberg (Paderborn) auf dem Gebiet der Stadt Paderborn an. Beide Naturschutzgebiete zusammen sind ungefähr deckungsgleich mit dem FFH-Gebiet Ziegenberg.

## Bedeutung
Das etwa 2,8 ha große Gebiet wurde im Jahr 1984 unter der Schlüsselnummer PB-058 unter Naturschutz gestellt.